# Mont Cavo
El Mont Cavo, antigament Mont Albà, és la segona muntanya per alçada del Massís Albà, que pertany a una àrea geogràfica anomenada zona volcànica del Laci, per estar dominada per volcans que va deixar d'estar actius fa 10.000 anys.
Té una altitud de 950 m; a la part baixa d'aquesta muntanya està el llac Albà, que està a 293 msnm i un parc natural, el Parco dei Castelli Romani.

## Els diferents noms
Antigament els llatins l'anomenaven mons Albanus, que vol dir «la muntanya d'Alba». Alba era també el nom de la ciutat capital del Latium. Anteriorment aquesta muntanya havia allotjat un nucli de població prehistòric que es va desenvolupar a finals de l'edat del bronze i a començaments de l'edat del ferro (segles XII-VIII aC), les retes del qual es van trobar el 1977.
En època romana una ciutat anomenada Cabum va guanyar preeminència i llavors la muntanya va passar a dir-se com en l'actualitat "Mont Cavo". També s'ha trobat escrita la versió mont Gavo. La ciutat de Cabum va canviar el nom pel de Rocca di Papa, però el nom de la muntanya ha restat el mateix.

## Història

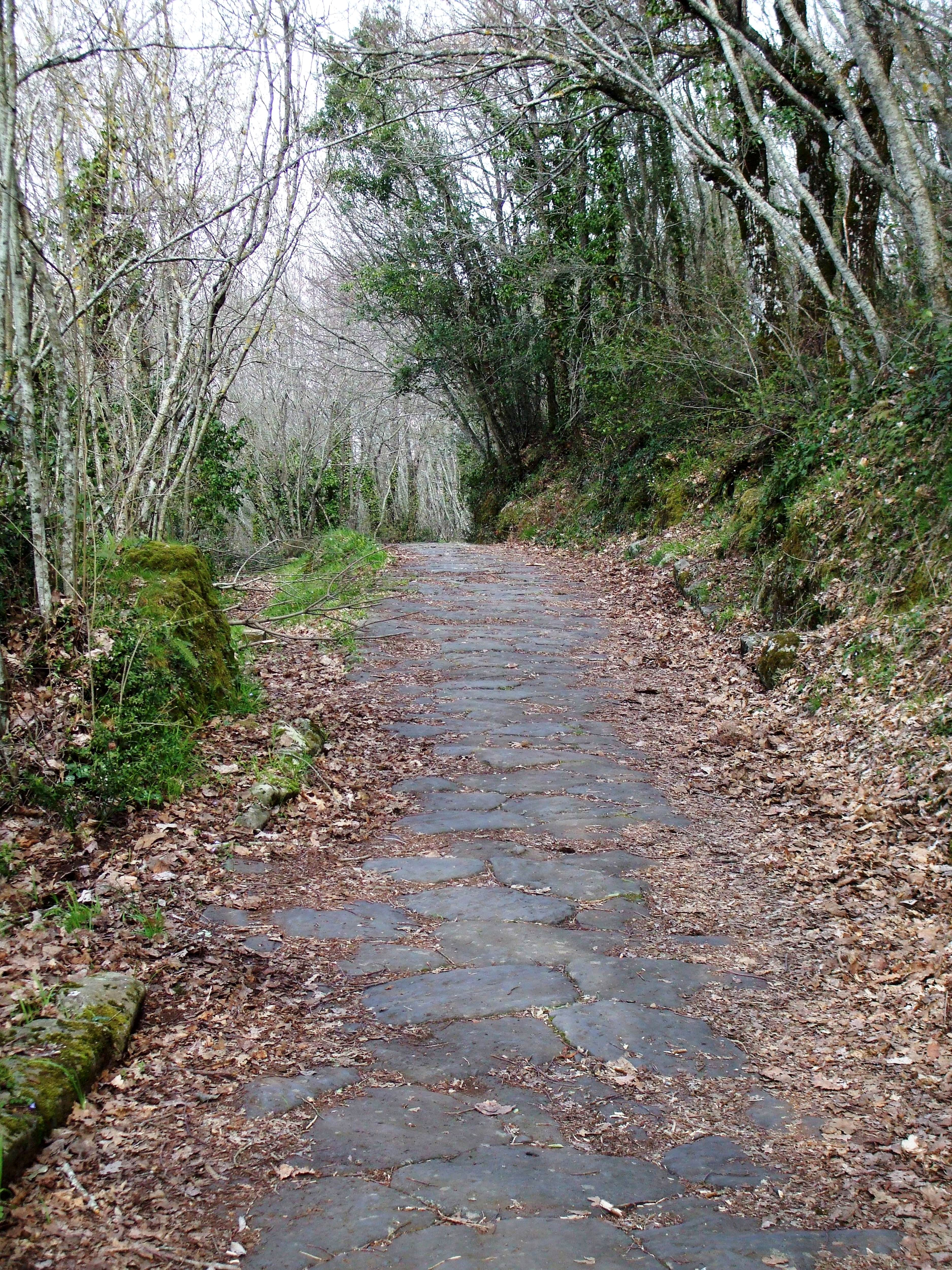
Part de l'empedrat de la Via Sacra o Triomfal

Fou una muntanya sacra per als pobles preromans del Laci, i també per als romans: allà estava el temple de Iuppiter Latiaris, un lloc de pelegrinatge. La ruta que partia de l'urbs, es bifurcava més de 30 quilòmetres, passant pel Llac de Nemi, on s'adorava a Diana Nemorensis al bosc sagrat que envoltava aquell llac (lucus), per després tornar-se a ajuntar amb el tram del mons Albanus. Al peu d'aquesta muntanya hi havia un altre bosc sagrat, el Ferentinae Lucus i des d'allà s'iniciava una drecera coberta amb pedra de basalt, dita "via sacra" o també "via triomfal", que amb una llargada de 6 km, encara conservada en òptimes condicions, duia al temple.
El Iuppiter Latiaris era un temple comú als llatins, els hèrnics i els volscs al cim del mont Albà, on anualment celebraven una festa en honor de Iuppiter Latiaris («el Júpiter del Laci»). Cada vegada que s'escollia un nou dirigent de la Lliga llatina, aquest havia de fer un jurament solemne al temple de Júpiter. Al mons Albanus, entre els mesos de gener i març, es feia les Feriae latinae. Els cònsols, tan bon punt assumien el seu càrrec, havien d'oferir un sacrifici a aquest déu i pagar les "ferie latine". Quan un cònsol obtenia una victòria en temps de guerra havia de celebrar el triomf al mont Albà.
Sembla que va ser idea de Tarquini Prisc traslladar el temple del molt Albà i tots els rituals relacionats amb ell al turó del Capitoli de Roma.

## Clima
El clima del mont Cavo és el mateix de les zones apenines o dels llocs d'alta i mitja muntanya. Els hiverns són mitjanament freds, amb temperatures mínimes que amb prou feines baixen de 0 °C. Les nevades són freqüents, si bé poc abundants i d'escassa durada, que en la part baixa es desfan de seguida. El febrer del 2012, de forma excepcional, l'acumulació de neu va superar el metre d'alçada. Els estius són agradablement frescos.

## Lloc de culte cristià

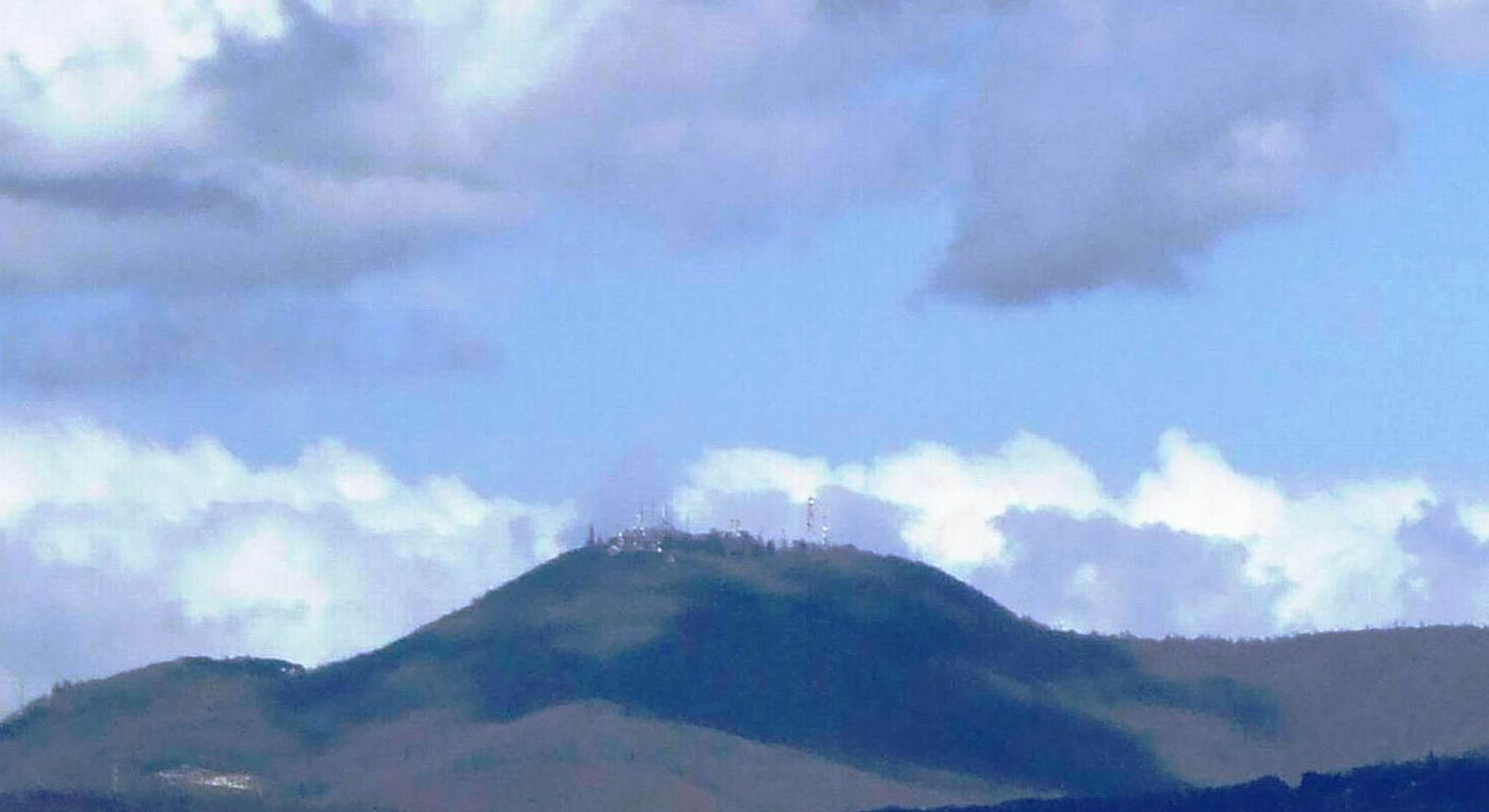
El papa Pius II va escriure als seus Comentarii, que des del mont Cavo es pot veure en la llunyania el mont Amiata

A l'edat mitjana, al mateix lloc on havia estat el temple pagà de Júpiter, es va construir una ermita dedicada a sant Pere. Fou visitada pel Papa Pius II l'any 1463 i més endavant pel Papa Alexandre VII. L'ermita estava cuidada en un principi per uns monjos dàlmates, però després s'hi van establir uns religiosos polonesos. També va ser residència d'Edmond de Buisson, dels monjos trinitaris espanyols i finalment de missioners flamencs.
L'ermita va ser posteriorment convertida en un monestir el 1727. El 1758 s'hi van establir els passionaris de Sant Pau de la Creu i el 1783 es va restaurar, utilitzant materials del temple de Júpiter, per ordre de Henry Benedict Stuart, duc de York i bisbe de la Diòcesi de Frascati.
Durant aquest període, van ser hostes del monestir: Carles Manuel IV de Sardenya i la seva esposa Maria Clotilde, l'any 1800; Pius IX el 1852; Francesc II de les Dues Sicílies el 1865. Els missioners van abandonar el monestir l'any 1889, quan els Colonna van assolir la direcció del Ministeri d'Agricultura.
El 1890 ja no va renovar el contracte, deixant que l'edifici fos habilitat per fer d'hotel, el qual va allotjar entre d'altres a: Humbert de Savoia, Armando Diaz (recordat amb una placa commemorativa en una de les habitacions) i el rei d'anglaterra Eduard VIII amb la seva esposa Wallis Simpson. Actualment l'edifici està en estat d'abandonament.

## Visitants de renom

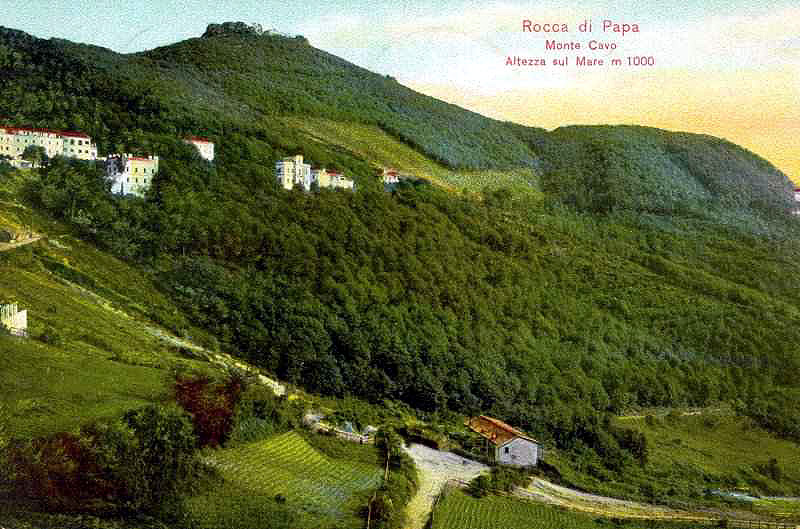
Postal del 1910 amb una imatge del Mont Cavo

Són moltes les persones de renom que, des del segle xviii en endavant han visitat el mont Cavo i s'han impressionat per la bellesa del paisatge.
El primer recordat és Johann Wolfgang von Goethe, qui va remarcar el fet que des del seu cim es pot admirar al mateix tems el llac de Nemi i el llac Albà. Altres personatges que es van veure atrets pel lloc són: Hans Christian Andersen, George Sand, Gioacchino Belli, Massimo d'Azeglio.

## Telecomunicacions
El mont Cavo és un important centre de transmissions ràdio-televisives, essent el principal lloc del Laci en termes de població als quals abasta el senyal, ja que dins del seu radi d'acció es troba la capital, Roma. Per això hi ha dotzenes de repetidors de ràdio que enllacen les xarxes locals amb les de nivell nacional, i el mateix passa amb les transmissions televisives, amb antenes d'enreixat i panells que comuniquen el territori de Roma i l'Agro Pontino.
A l'estiu, gràcies als fenòmens favorables de propagació, els senyals procedents del mont Cavo poden ser escoltats a la costa oriental de Sardenya (demostrat en els experiments duts a terme en els anys trenta per Guglielmo Marconi), i en algunes valls de Calàbria i Sicília.
En els últims anys, la presència massiva de transmissors de televisió a la part superior de la muntanya va provocar les protestes de la població afectada pels possibles efectes derivats dels camps electromagnètics, mentre que els nous pagans romans creuen que la presència d'antenes és una profanació del que per a ells segueix sent un lloc sagrat i es van unir a la crida per a la seva eliminació. Recentment, arran del canvi del pla regional de freqüències, es va determinar que, gairebé la meitat de les antenes hauran de ser traslladades a un altre lloc, però encara no s'han pres mesures definitives en aquest sentit.
En el passat el Mont Cavo va acollir, al seu interior, una xarxa de túnels i cavitats subterrànies, perquè va ser un dels tres centres d'operacions regionals de control de l'aeronàutica militar italiana.